# Nudaria ranruna
Nudaria ranruna är en fjärilsart som beskrevs av Matsumura 1927. Nudaria ranruna ingår i släktet Nudaria och familjen björnspinnare. Inga underarter finns listade i Catalogue of Life.